# Corvus mellori
O Corvus mellori é uma ave da família Corvidae. Possui de 48 a 50 cm de comprimento.

## Distribuição
O território desta ave está limitado à zona sudeste da Austrália, Victoria e Nova Gales do Sul, incluindo algumas ilhas próximas da costa.

## Habitat
Normalmente habita em zonas de bosques pouco arborizados, campos agrícolas, planícies sem árvores, e nas zonas limítrofes das cidades.

## Reprodução
Estas aves são nómadas durante todo o ano, exceptuando a época de reprodução em que se fixam num território. São bastante sociáveis, vivendo e nidificando em grandes colónias, que podem chegar aos 100 indivíduos. O ninho localiza-se geralmente nos ramos mais baixos das árvores, geralmente pouco acima dos 10 metros de altura. O ninho tem a forma de uma taça e é construído pelos dois membros do casal com ramos, raízes, ervas, e penas.  A postura é de 5 a 7 ovos sendo a incubação assegurada exclusivamente pela fêmea durante os 20 dias que dura o período de choco. Os filhotes são alimentados por ambos os pais e abandonam o ninho com aproximadamente 45 dias de idade. Esta espécie faz apenas uma postura por ano.

## Alimentação
Com uma actividade necrófaga bastante menos importante que as outras espécies de corvus australianas. É uma ave omnívora caracterizada por uma alimentação muito variada. Alimenta-se  basicamente de insectos que complementa com pequenos répteis, vermes e outros invertebrados, frutas, cereais, bagas e resto de comida humana, em zonas urbanas. Pode ainda atacar ninhos para comer os ovos ou as crias.